# Panico morale

Immagine del 1555 rappresentate un rogo di streghe; tipico esempio di conseguenze del panico morale

Il panico morale (in inglese Moral panic) è una forma di panico collettivo ingiustificato su una questione ritenuta da molte persone una minaccia o un pericolo. Tale fenomeno viene spesso causato da notizie più o meno distorte a scopo sensazionalistico dai vari media. Esso può derivare da un'esposizione sproporzionata di un fenomeno reale o fittizio.
I panici morali dipingono spesso un diavolo popolare caricaturale e/o stereotipato su cui si sfogano le ansie e i problemi della comunità, come è stato descritto dal sociologo Stanley Cohen nel suo libro Demoni popolari e panico morale nel quale esaminava la copertura da parte dei media delle rivolte tra le subculture di Mods and Rockers negli anni '60.

## Origine del termine
Il termine fu usato per la prima volta nel 1830, in un modo completamente differente dalla sua applicazione corrente in scienze sociali, da una rivista religiosa nei confronti di un sermone biblico; successivamente il sintagma fu usato di nuovo nel 1831 in ambito medico con un intento forse più vicino al suo uso moderno.
Nell'accezione moderna Marshall McLuhan ne diede la definizione accademica nel suo testo Understanding Media del 1964; una vera e propria paternità spetta però al sociologo Stanley Cohen che, in uno studio sulle culture giovanili e i mass media intitolato Folk Devils and Moral Panics (1972), la definì una "... condizione o evento in cui una persona o un gruppo di persone finisce per essere indicato come una minaccia ai valori della società e ai suoi interessi". Mentre la sociologia statunitense si è concentrata soprattutto a studiare l'interazione tra tale fenomeno psico-sociale e la disseminazione d'indignazione morale collegata al sensazionalismo giornalistico, quella britannica appare più proiettata a evidenziare lo scopo di manipolazione del consenso per l'invocazione del pubblico sostegno a misure di ordine pubblico.

## Le fasi di panico morale secondo Stanley Cohen
Secondo Stanley Cohen ci sono cinque fasi chiave nella costruzione di un panico morale:
- Qualcuno, qualcosa o un gruppo sono considerati dai più come una minaccia alle norme sociali o agli interessi della comunità;
- La minaccia viene quindi racchiusa in un simbolo o con una forma semplice e riconoscibile dai media;
- La rappresentazione di questo simbolo desta preoccupazione pubblica;
- C'è una risposta da parte delle autorità e dei responsabili politici;
- Il panico morale sul problema si traduce in cambiamenti sociali all'interno della comunità.

## Caratteristiche
Il panico morale consiste nelle seguenti caratteristiche:
- Preoccupazione: ci deve essere la convinzione che il comportamento del gruppo o dell'attività ritenuta pericolosa possa avere un effetto negativo sulla società;
- Ostilità: l'ostilità verso il gruppo o il fattore in questione aumenta nel tempo e diventano "demoni popolari". Si forma una chiara divisione tra "loro" e "noi";
- Consenso: sebbene la preoccupazione non debba essere nazionale ci deve essere una diffusa accettazione del fatto che il gruppo in questione rappresenti una minaccia molto reale per la società. In questa fase è importante che i "difensori morali" siano forti e compatti e che i "diavoli popolari" appaiano deboli e disorganizzati;
- Disproporzionalità: l'azione intrapresa è sproporzionata rispetto all'effettiva minaccia posta dal gruppo accusato (qualora la minaccia fosse reale);
- Volatilità: i panici morali sono altamente volatili e tendono a scomparire con la stessa rapidità con cui sono apparsi perché l'interesse pubblico cala rapidamente o le notizie importanti diventano altre.

## Esempi di panico morale

Manifesto degli anni '50 della propaganda maccartista su delle presunte infiltrazioni comuniste negli USA

### Salute
- La psicosi dell'AIDS degli anni '80[10][11]
- L'esasperazione degli effetti della cannabis[12][13]
- L'antivaccinismo derivato da presunte "reazioni avverse dei vaccini" (panico nato dallo studio fraudolento di Andrew Wakefield)[14][15]
- Il proibizionismo degli alcolici in vigore dal 1919 al 1933 negli Stati Uniti d'America (e non solo)[16][17]

### Gruppi o persone pericolose
- La psicosi dei clown assassini[2]
- La psicosi satanista negli anni '80 (nota come "abuso rituale satanico")[2]
- Il conflitto fra Mods and Rockers degli anni '60[2]
- Il reclutamento omosessuale per convertire gli etero in omosessuali[18]
- La caccia alle streghe (in alcuni paesi esiste ancora il reato di stregoneria)[1][19]

### Fenomeni sociali
- L'ideologia gender[20]
- La "Blue Whale"[2]
- Il comunismo secondo la propaganda maccartista degli anni'50[21][22]

### Intrattenimento
- La violenza generata dai videogame[2]
- I fumetti che incentivano la delinquenza minorile (psicosi nata dal libro Seduction of the Innocent)[23][24]
- Dungeons & Dragons per promuovere tra i giovani l'occulto e indurre le persone ad atti violenti.[2]
- Il rock and roll e l'heavy metal che promuovono il satanismo[25][26][27][28]
- Le opere di Harry Potter che introducono i giovani alla stregoneria e alle pratiche occulte[29][30]